# New South Wales Horse Artillery in Action
New South Wales Horse Artillery in Action va ser un curtmetratge documental.
Marius Sestier va fer dues pel·lícules de l'exercici d'artilleria de cavalls de Nova Gal·les del Sud a Victoria Barracks (Sydney).
Sestier juntament amb Henry Walter Barnett havien fet aproximadament 19 pel·lícules a Sydney i Melbourne entre octubre i novembre de 1896, essent aquestes les primeres pel·lícules gravades a Austràlia.